# Amtsbezirk Kremsmünster
Der Amtsbezirk Kremsmünster war eine Verwaltungseinheit im Traunkreis in Oberösterreich.
Der Amtsbezirk war der Kreisbehörde in Steyr unterstellt und besorgte deren Amtsgeschäfte vor Ort. Die Zuständigkeit erstreckte sich neben Kremsmünster auf die damaligen Gemeinden Eberstallzell, Hall, Kirchberg, Kremsegg, Kremsmünster (Burgfrieden), Kremsmünster (Markt), Ried, Rohr, Sattledt, Sipbachzell und Wartberg und umfasste damals 2 Märkte und 67 Dörfer.